# Mabiraskogen

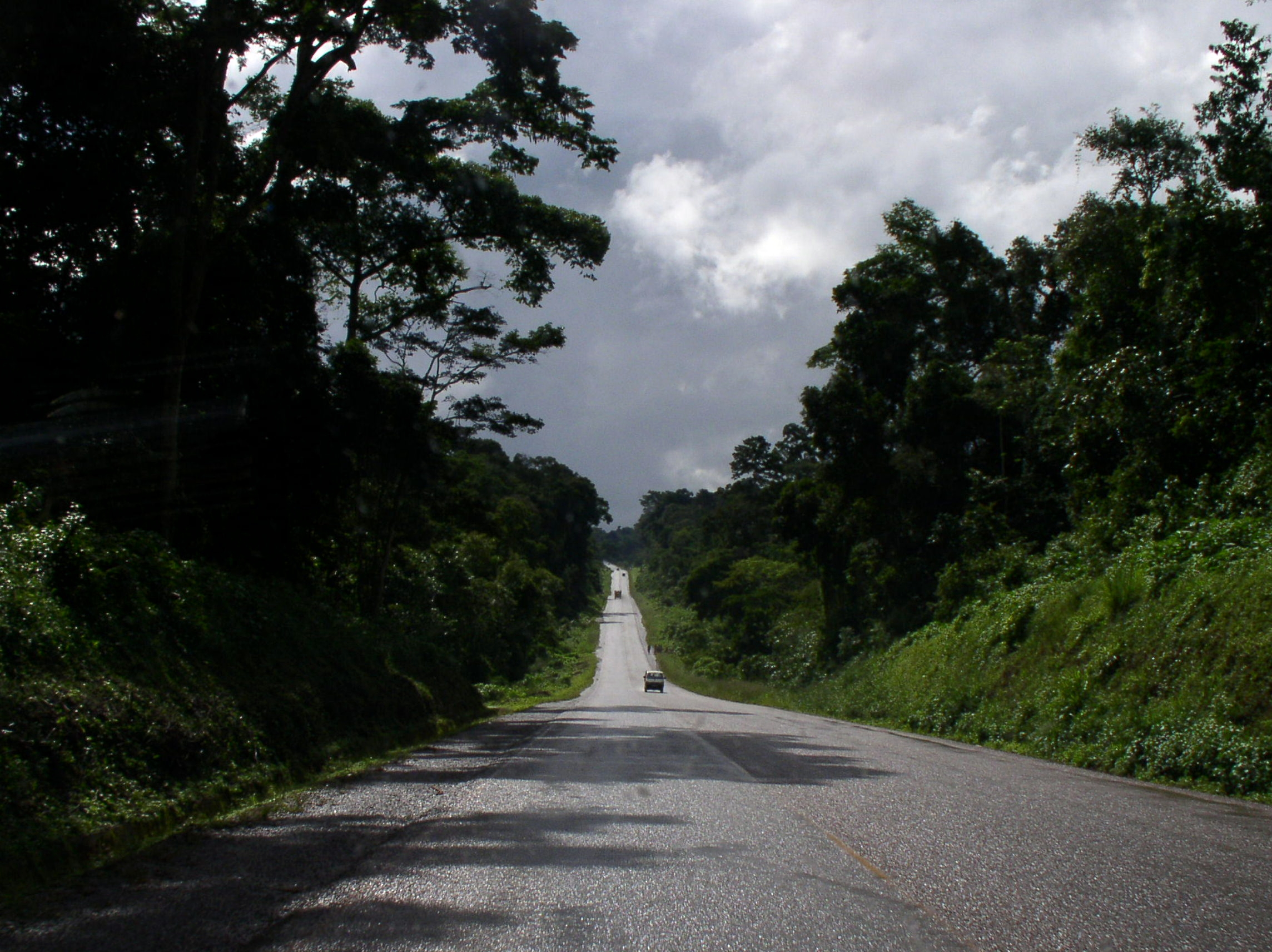
Mabira skogen

Mabiraskogen är ett regnskogsområde i Buikwe distriktet i Uganda.
Området har en area på cirka 300 kvadratmeter och utgör ett landskap som består av monogamt jordbruk med sockerrör eller planterade tallar. Mabiraskogen är ett viktigt område för den biologiska mångfalden, totalt har man identifierat 312 trädarter och växter och djur därtill. Markattade apor, specifikt Lophocebus ugandae lever i Mabiraskogen. 
Sedan 1932 har området varit skyddat som skogsreservat men år 2007 beslutade Sugar corporation of Uganda Limited (SCOUL) för att utvidga närliggande sockerplantage och därmed skövla en tredjedel av Mabiraskogen för att ge plats åt sockerrören. SCOUL ägs dels av staten och dels av det privata företaget Methas. President Museveni ställer dig positivt till exploateringsplanen och anser att de människor som motsätter sig planerna är emot Ugandas utveckling. På våren 2007 meddelade Ugandas miljöminister att exploateringen av Mabiraskogen skulle ställas in och att regeringen försökte hitta ett alternativt område för att odla sockerrör på.